# 橘色燈鱂
橘色燈鱂，為輻鰭魚綱鯉齒目鯉齒亞目花鳉科的其中一種，分布於非洲烏干達、肯亞、坦尚尼亞、剛果民主共和國的淡水流域，體長可達5公分，生活在雜草叢生的溪流、沼澤，生活習性不明，可作為觀賞魚。

## 擴展閱讀
維基物種上的相關：橘色燈鱂